# The Wannadies

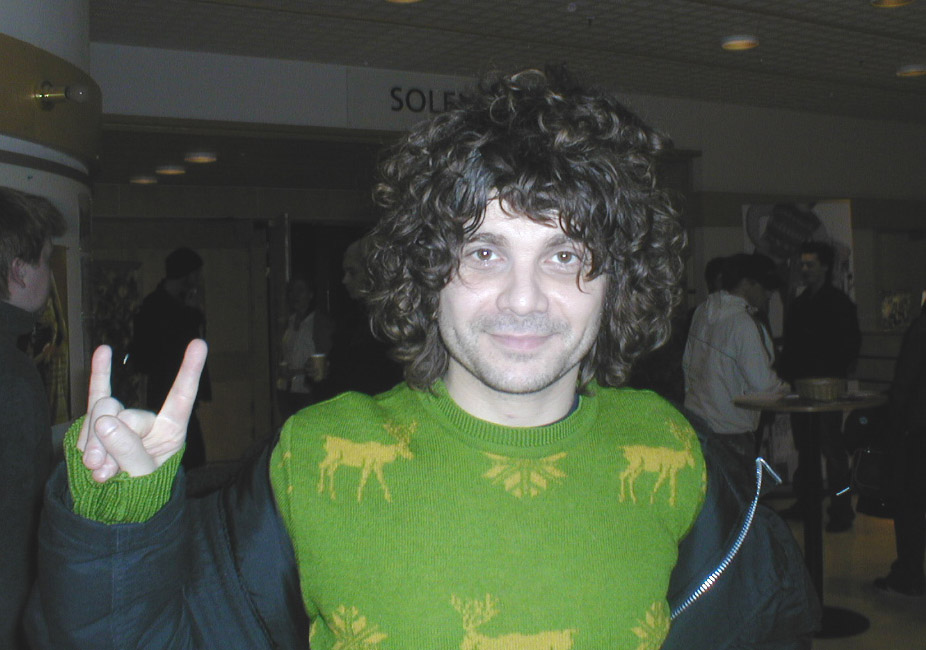
Le chanteur, compositeur et producteur suédois Pär Wiksen au festival pop de Skelleftea en 2002.

The Wannadies est un groupe de rock alternatif suédois formé en 1988 à Skellefteå, dans le nord du pays. Il se compose initialement de Pär Wiksten (chant et guitare), Christina Bergmark-Wiksten (chœurs et claviers), Stefan Schönfeldt (guitares) et son frère cadet Fredrik Schönfeldt (basse) avec Gunnar Karlsson à la batterie et Björn Malmquist  au violon.

## Discographie

### Albums studio
| Year | Title                                                                            | Chart positions | Chart positions |
| Year | Title                                                                            | SWE             | UK ,            |
| ---- | -------------------------------------------------------------------------------- | --------------- | --------------- |
| 1990 | The Wannadies - Released: August 1990 - Labels: MNW                              | 26              | –               |
| 1992 | Aquanautic - Released: October 1992 - Labels: Snap                               | 39              | –               |
| 1994 | Be a Girl - Released: November 1994 - Labels: Snap, Indolent                     | 34              | –               |
| 1997 | Bagsy Me - Released: January 1997 - Labels: Snap, BMG, Indolent                  | 7               | 37              |
| 1999 | Yeah - Released: October 1999 - Labels: RCA, BMG                                 | 13              | 73              |
| 2002 | Before & After - Released: May 2002 - Labels: National, Cooking Vinyl, Hot Stuff | 30              | –               |

### Compilations
| Year | Title                                                                      | Chart positions | Chart positions |
| Year | Title                                                                      | SWE             | UK              |
| ---- | -------------------------------------------------------------------------- | --------------- | --------------- |
| 1997 | The Wannadies - Released: October 1997 - Labels: RCA                       | N/A             | N/A             |
| 1998 | Skellefteå - Released: March 1998 - Labels: Soap Records                   | 31              | –               |
| 2008 | Girlfriend (Love Stories A-E) - Released: 2008 - Labels: Independent Music | –               | –               |

### Extended plays
- Smile (1989, A West Side Fabrication)
- Cherry Man (1993, Snap Records)
- You and Me Song EP (1996, Nippon Columbia)

### Singles
| Year | Title                                                  | Chart positions | Chart positions | Album          |
| Year | Title                                                  | SWE             | UK ,            | Album          |
| ---- | ------------------------------------------------------ | --------------- | --------------- | -------------- |
| 1990 | "My Home Town"                                         | –               | –               | The Wannadies  |
| 1990 | "Heaven"                                               | –               | –               | The Wannadies  |
| 1992 | "Things That I Would Love to Have Undone"              | –               | –               | Aquanautic     |
| 1992 | "So Happy Now"                                         | –               | –               | Aquanautic     |
| 1993 | "Cherry Man"                                           | –               | –               | Aquanautic     |
| 1994 | "Love in June"                                         | 38              | –               | Be a Girl      |
| 1994 | "You and Me Song"                                      | –               | 119             | Be a Girl      |
| 1995 | "Might Be Stars"                                       | –               | 51              | Be a Girl      |
| 1995 | "How Does It Feel?"                                    | –               | 53              | Be a Girl      |
| 1996 | "You & Me Song" (Re-issue)                             | –               | 18              | Be a Girl      |
| 1996 | "Someone Somewhere"                                    | –               | 38              | Bagsy Me       |
| 1996 | "Friends"                                              | –               | –               | Bagsy Me       |
| 1997 | "Hit"                                                  | –               | 20              | Bagsy Me       |
| 1997 | "Shorty"                                               | –               | 41              | Bagsy Me       |
| 1999 | "Yeah"                                                 | –               | 56              | Yeah           |
| 2000 | "Don't Like You (What the Hell Are We Supposed to Do)" | –               | –               | Yeah           |
| 2000 | "Big Fan"                                              | –               | –               | Yeah           |
| 2002 | "Skin"                                                 | –               | 101             | Before & After |
| 2002 | "Little by Little"                                     | –               | –               | Before & After |
| 2003 | "Disko"                                                | –               | 131             | Before & After |